# Victor Sicard
Pour les articles homonymes, voir Sicard.
 (septembre 2020).
Victor Sicard est un baryton français, né en 1987 à La Rochelle, reconnu pour son interprétation du répertoire baroque mais aussi pour son interprétation de la mélodie française.
Il est le gagnant de nombreux concours notamment le Premier Prix de la Mozart Singing Competition (2011), le Premier Prix Homme et le Prix Jeune Espoir du Concours International de Chant de Marmande (2012), le Premier Prix du Concours FLAME (2012), le Premier Prix de chant au Concours Josep Mirabent i Magrans à Barcelone en 2011. Il faisait partie du National Opera Studio pour le Royal Opera House Convent Garden à Londres (promotion 2012/2013) et était membre du sixième Jardin des Voix de William Christie en 2013.
En 2020, il enregistre son premier disque en solo avec sa pianiste Anna Cardona sur les mélodies de Ravel pour le label la Musica et distribué par PIAS - Harmonia Mundi .

## Biographie
Victor Sicard est né à La Rochelle et a grandi à Angers. Il commence ses études musicales par le violon au conservatoire d'angers puis rentre dans le chœur d'enfant de ce même conservatoire à l'âge de 7 ans. En 1998, à l'âge de 11 ans, il chante Mustard' seed dans A Midsummer Night's Dream de Britten à l'Opéra de Bordeaux. Son baccalauréat scientifique en poche, il part étudier la musicologie à l'université de Tours et en 2007, il obtient au CRR d'Angers son DEM de chant avec Yves Sotin et de solfège.
2007 marque aussi son départ en Angleterre car il est accepté à la Guildhall School of Music and Drama en deuxième année dans la classe de David Pollard. Il y obtient un Bachelor avec honneurs de première classe puis entre à l'Opera Course de la même école. Il obtient alors un Master en performance en 2012 et entre alors au National Opera Studio avec le soutien du prestigieux Royal Opera House de Covent Garden.
En 2012 il est membre du sixième Jardin des Voix de William Christie et entame avec l'ensemble des Arts Florissant une tournée internationale qui l'emmène à New York, Madrid, Moscou, Helsinki, Saragosse, Paris. Parmi les critiques de cette tournée on peut citer[style à revoir] le New York Times « Mr Sicard était particulièrement exceptionnel », 
Depuis, il a travaillé, en soliste, avec les ensembles les plus prestigieux comme Le Concert d'Astrée, Les Talens Lyriques, Le Poème harmonique, La Cappella Mediterranea, Insula orchestra, Le Concert Spirituel, l'Ensemble Aedes, l'Ensemble Balthasar-Neumann (de), l'Ensemble Matheus.
Il a chanté dans les salles les plus importantes au monde : la Philharmonie de Paris, la Philharmonie de Berlin, la Brooklyn Academy à New York, le Kennedy Center à Washington, le Tchaïkovski Concert Hall à Moscou, le Théâtre des Champs-Élysées (« Le Momus de Victor Sicard est tonitruant dès son arrivée pendant la parade parodique du mariage de Platée. Également épris du parodique, le chanteur ne perd cependant pas sa ligne et honore sa tessiture de taille avec des médiums réguliers et boisés » selon Olyrix, le festival de Glyndebourne, l'Opéra de Pékin, l'Opéra de Canton, le Château de Versailles, l'Opéra de Lille, l'Auditorio Nacional de Madrid, le Concertgebouw d'Amsterdam, le Wigmore Hall et le Barbican Centre à Londres, le Philharmonie de Cologne, le Festival de Beaune (« Victor Sicard rayonne constamment en Farnace » selon Diapason Mag).
En 2012, il remplace au pied levé les rôles du Chat et de l'Horloge Comtoise dans L'Enfant et les sortilèges de Maurice Ravel pour le Glyndebourne Festival Opera dirigé par Kazushi Ono et mis en scène par Laurent Pelly.
Depuis sa carrière s'est développée internationalement et il est également, depuis 2023, directeur artistique du festival Musiques au pays de Pierre Loti. Il vit avec ses deux garçons dans la campagne rochelaise[réf. nécessaire].

## Rôles
- 2012 : Chat et Horloge, L'Enfant et les Sortilèges, Ravel, Glyndebourne Opera Festival, dir: Kazushi Ono, m.s : Laurent Pelly
- 2013 : Aeneas, Dido and Æneas, Purcell, Festival Dans les Jardins de William Christie, dir : William Christie, m.s : Sophie Daneman
- 2013 : Falke, Die Fledermaus, Strauss, Linz Landestheater, dir: Marc Reibel, m.s: Adriana Altaras
- 2014 : Povero, L'Ospedale, Anonymous, Aldeburgh Festival, dir: James Halliday, m.s: James Hurley
- 2014 : Elviro, Serse, Händel, Festival de Beaune, dir : Riccardo Minasi, il Pomo d'Oro
- 2015 : Apollon, La Descente d'Orphée aux Enfers, Charpentier, Opéra de Lille, Opéra de Dijon, dir : Emmanuelle Haïm, le Concert d'Astrée
- 2015 : Grimbald et Aeolus, King Arthur, Purcell, Festival Ambronay, dir: Jean Tubéry, Vox Luminis
- 2016 : Ormonte, Partenope, Händel, Théâtre des Champs-Élysées, Theater Carré Amsterdam, Auditorio Nacional Madrid, Philharmonie Essen, Baluarte Pamplona, dir: Maxim Emelyanichev, Il Pomo d'Oro
- 2016 : Levite, Solomon, Händel, Galerie Herrenhausen Hannover
- 2016 : Ko-ko-ri-ko, Ba-ta-clan, Offenbach, Centre des Bords de Marne, Les Brigands, ensemble les Tromano
- 2017 : Philinte, Les Amants magnifiques, Lully, Opéra de Massy, Opéra de Rennes, Opéra d'Avignon, dir : Hervé Niquet, m.s : Vincent Tavernier
- 2017 : Nardo, La finta giardiniera, Mozart, Abbaye aux Dames, dir : Laurence Equilbey
- 2017: Centurione, Il Terremoto, Draghi, Misteria Paschalia Cracovie, Festival de Séville, Chapelle Corneille, Chapelle Royale Versailles, dir : Vincent Dumestre, m.s : Benjamin Lazar
- 2017 : Adario, Les Indes galantes, Rameau, Lisner Auditorium Washington, Met Museum de New York, dir : Ryan Brown, m.s : Dietlinde Maazel
- 2017 : Farnace, Mitridate, A. Scarlatti, Festival de Beaune, dir : Thibault Noally
- 2018 : Yamadori et Commissaire Impérial, Madame Butterfly, Puccini, Opéra Limoges, Opéra Rouen, dir : Robert Tuohy et Pierre Dumoussaud, m.s : Clarac et Deloeuil
- 2018-2019-2020 : Tisiphone, Amour et Psyché, Mondonville, Opéra de Dijon, Opéra de Lille, Opéra de Caen, Opéra du Luxembourg, dir: Emmanuelle Haïm, m.s : Robyn Orlin
- 2018 : Haly, L'italiana in Algeri, Rossini, Festival de Beaune, dir : Jean-Christophe Spinosi
- 2018 : Fiorello, Il Barbiere di Siviglia, Rossini, Festival de Beaune, dir : Jérémy Rhorer
- 2018 : Enfant Fantôme, Coraline, Turnage, Opéra de Lille, dir : Arie van Beek, m.s : Aletta Collins
- 2019 : Momus, Platée, Rameau, Abbaye Royaumont, Théâtre des Champs-Élysées, dir : Alexis Kossenko
- 2019 : Tempo, Il Trionfo del Tempo e del Disinganno, Händel, Opéra de Tours, dir : Thibault Noally
- 2020 : Haly, L'Italiana in Algeri, Rossini, Théâtre des Champs-Élysées, dir : Jean-Christophe Spinosi
- 2020 : Jupiter et Pan, Isis, Lully, Theater an der Wien, dir : Christophe Rousset
- 2020 : Il Conte, Le Nozze di Figaro, Mozart, Opéra Avignon, dir Inaki Encina Oyon, m.s : Gilles Rico

## Discographie
- 2020 : Ravel - Mélodies, Anna Cardona : piano, Victor Sicard, baryton. Label, La Musica. Distribution: PIAS - Harmonia Mundi
- 2019 : Cozzolani - Vespre, Ensemble, I Gemelli. Direction, Emiliano Gonzalez Toro.
- 2013 : Le Jardin de Monsieur Rameau, Ensemble, Les Arts Florissants. Direction, William Christie